# Friends (soundtrack)
 For alternative betydninger, se Friends. (Se også artikler, som begynder med Friends)
Friends er et soundtrack Elton John og Bernie Taupin udgivet før deres succes i USA. Albummet blev certificeret guld i april 1971 af Recording Industry Association of America, det tredje efter Elton John i februar og Tumbleweed Connection i marts. Titelsporet var et mindre hit i USA og nåede nummer 34 på Billboard Hot 100.

## Sporliste
1. "Friends" – 2:20
2. "Honey Roll" – 3:00
3. "Variations on 'Friends'" – 1:45
4. "Theme (The First Kiss)"/"Seasons" – 3:52
5. "Variations on Michelle's Song (A Day in the Country)" – 2:44
6. "Can I Put You On" – 5:52
7. "Michelle's Song" – 4:16
8. "I Meant to Do My Work Today (After All a Day in the Country)" – 1:33
9. "Four Moods" – 10:56 (Paul Buckmaster)
10. "Seasons Reprise" – 1:33

## Musikere
- Elton John – piano, vokal
- Caleb Quaye – guitar
- Dee Murray – basguitar
- Nigel Olsson – trommer
- Paul Buckmaster – orkestrale arrangement
- Rex Morris – saxofon
- Madeline Bell – baggrundsvokal
- Lesley Duncan – baggrundsvokal
- Kay Garner – baggrundsvokal